# Pregrevalnik
Pregrevalnik pare je naprava, ki se uporablja za povečanje temperature vodne pare. Če je para pred vstopom "mokra" (vsebuje kapljevino) se v pregrevalniku pretvori v povsem "suho" (brez kapljevine). Iz močno pregrete pare se da dobiti več tehničnega dela (več moči), tako se poveča termodinamični izkoristek. Pregrevalniki se uporabljajo v parnih lokomotivah in termoelektrarnah.
V termolelektrarnah se za povečanje izkoristka uporablja tudi ponovno pregrevanje pare. Najprej visokoogreta para vstopi v visookotlačno parno turbino, potem se jo odvede nazaj v pregrevalnik, kjer se ogreje spet na začetno temperaturo (vendar pod manjšim tlakom) in potem vstopi v nižjetlačno turbino kjer ekspandira. Kdaj se uporabi tudi dvakratna ali trikratno ponovno gretje.